# Johann Caspar Bagnato
Pour les articles homonymes, voir Bagnato.

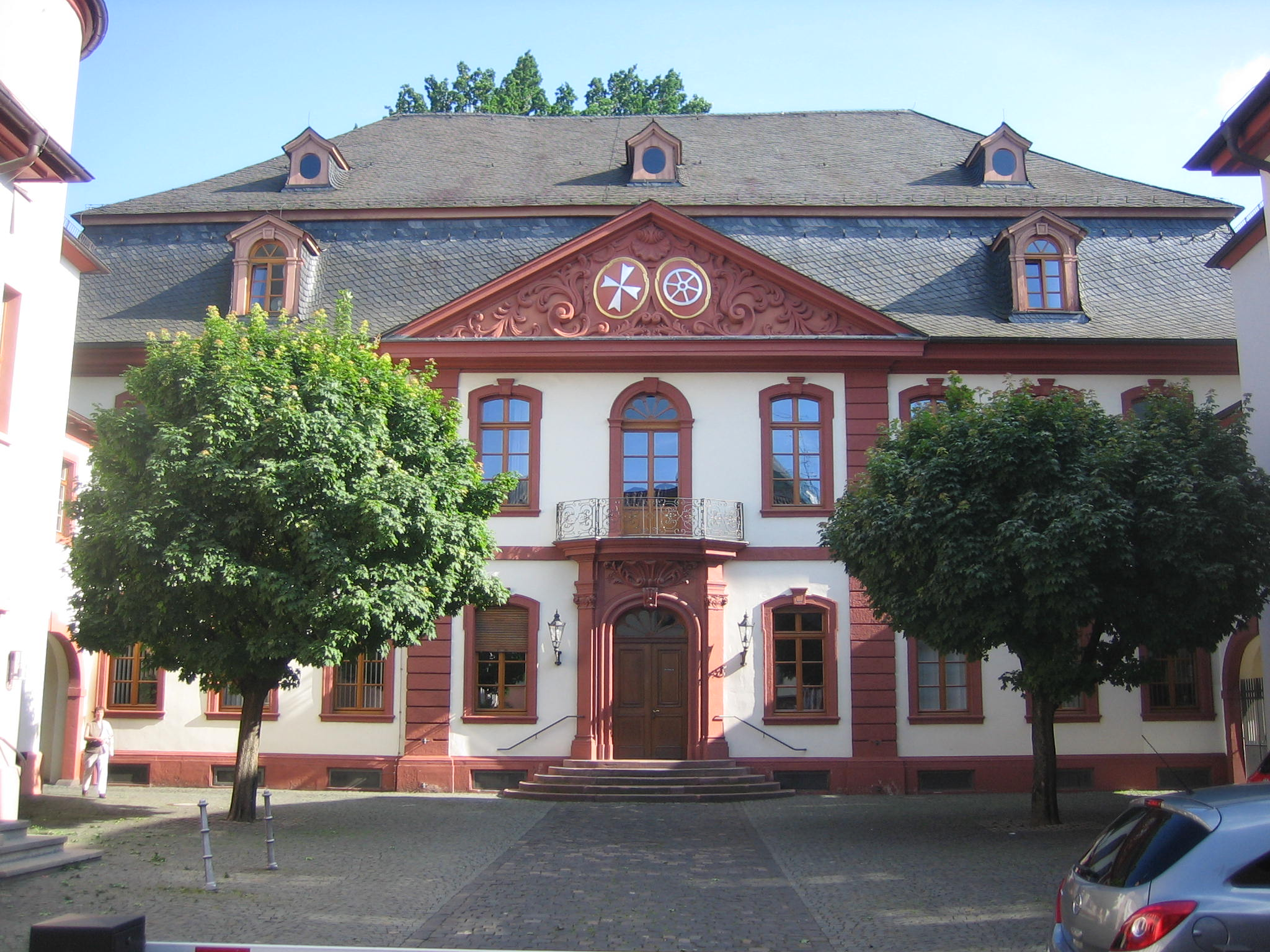
Cour d’entrée de l'hôtel de l'ordre du Saint-Sépulcre de Mayence.

 Giovanni Gaspare Bagnato, en allemand Johann Caspar Bagnato, (13 septembre 1696 à Landau in der Pfalz - 15 juin 1757 sur l'île de Mainau) est un architecte allemand d'origine italienne.

## Biographie
Giovanni Gaspare Bagnato est le fils Paolo Bagnato, maçon originaire de la frazione de Peccia de la commune de Lavizzara dans le canton du Tessin, et de Anna Maria Stickelmeyer, d'une famille de Ravensbourg.
Architecte du bailliage de Souabe Alsace Bourgogne de l’Ordre Teutonique, son œuvre considérable comprend des églises, des chapelles, des presbytères, des hôtels de ville, des châteaux et, bien sûr, des commanderies.
En Alsace, il a laissé la commanderie de Rixheim (commencée en 1755), une partie de celle d’Andlau, les presbytères d’Eckwersheim et de Meistratzheim, des bâtiments à Altkirch et Hirsingue (vestiges du château entrepris en 1742) ; en Allemagne hôtel de l'ordre du Saint-Sépulcre de Mayence. Il réaménage le château de Dillingen en Souabe, ainsi que le château d'Altshausen, en Haute-Souabe.